# غوردون ويبر
غوردون ويبر (بالإنجليزية: Gordon Webber)‏ (25 أكتوبر 1912 - 30 أغسطس 1986)؛ روائي أمريكي.